# جولو، سولو
جولو، سولو (به لاتین: Jolo, Sulu) یک منطقهٔ مسکونی در فیلیپین است که در سولو واقع شده‌است.

## خصوصیات
جولو ۱۲۶٫۴۰ کیلومترمربع مساحت دارد.